# 61-я церемония «Грэмми»

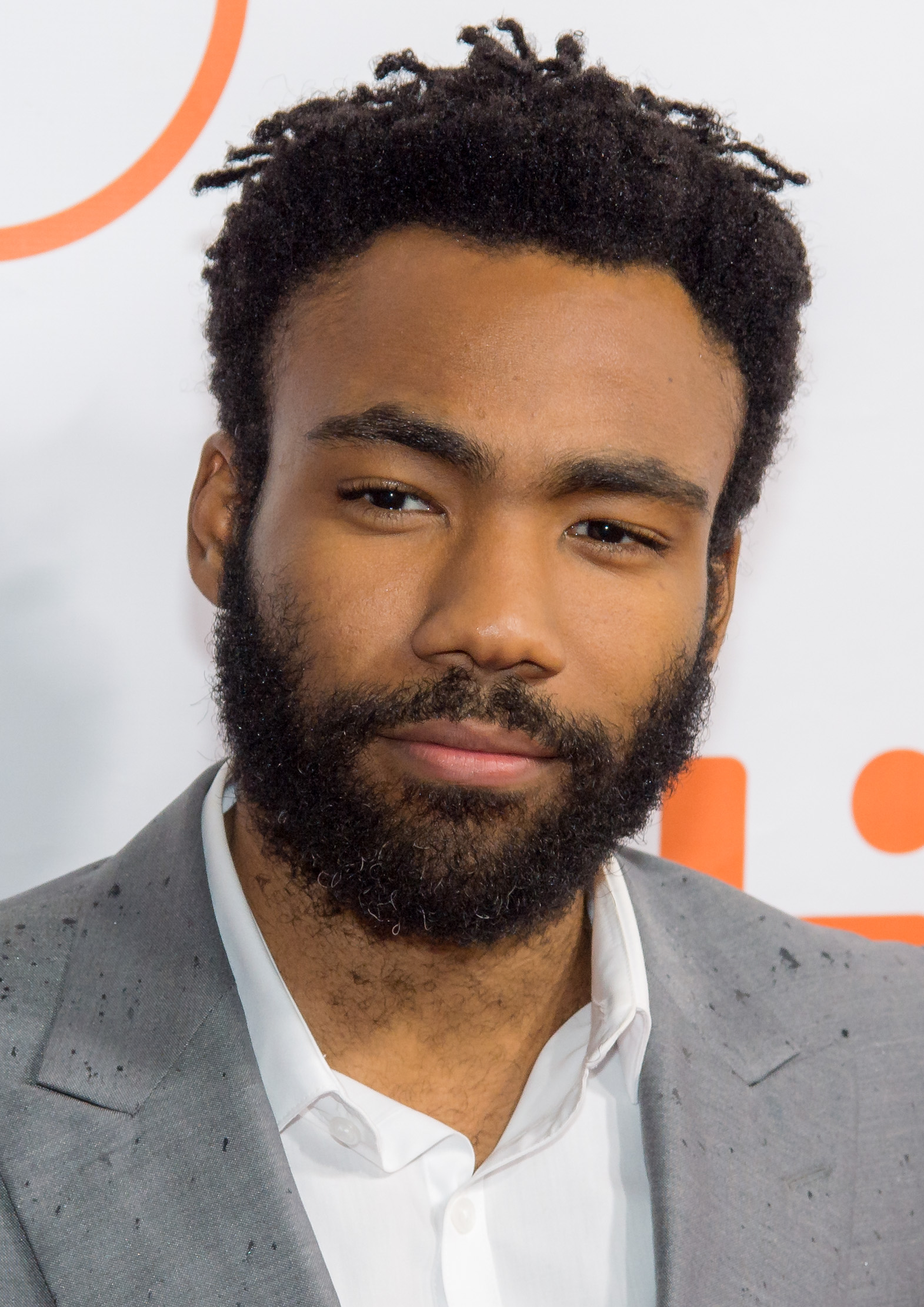
Две основные премии, Запись года и Песня года, — достались Чайлдиш Гамбино за сингл «This Is America».

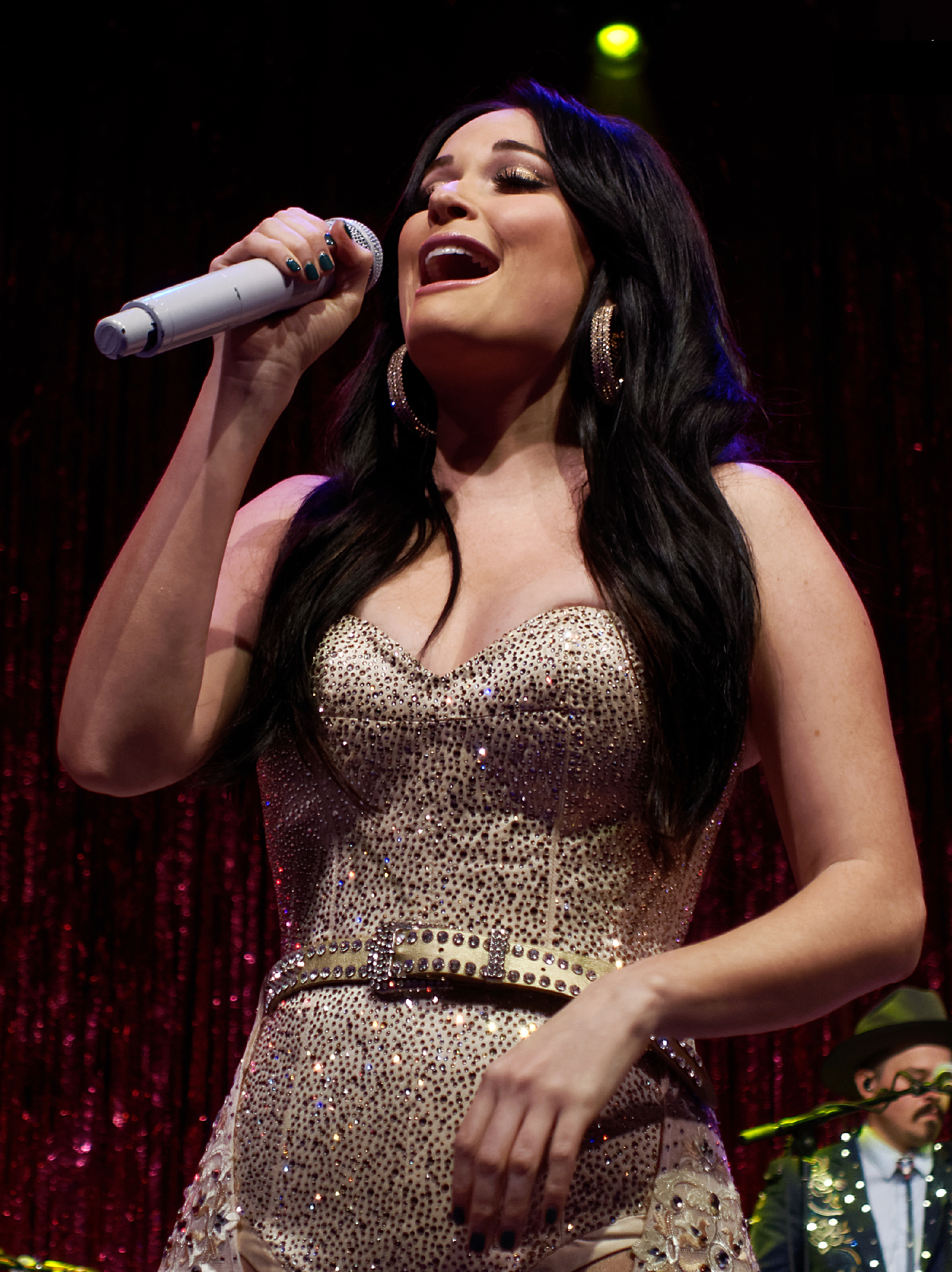
Кейси Масгрейвс выиграла 4 статуэтки, включая победу в главной номинации: Альбом года за диск Golden Hour.

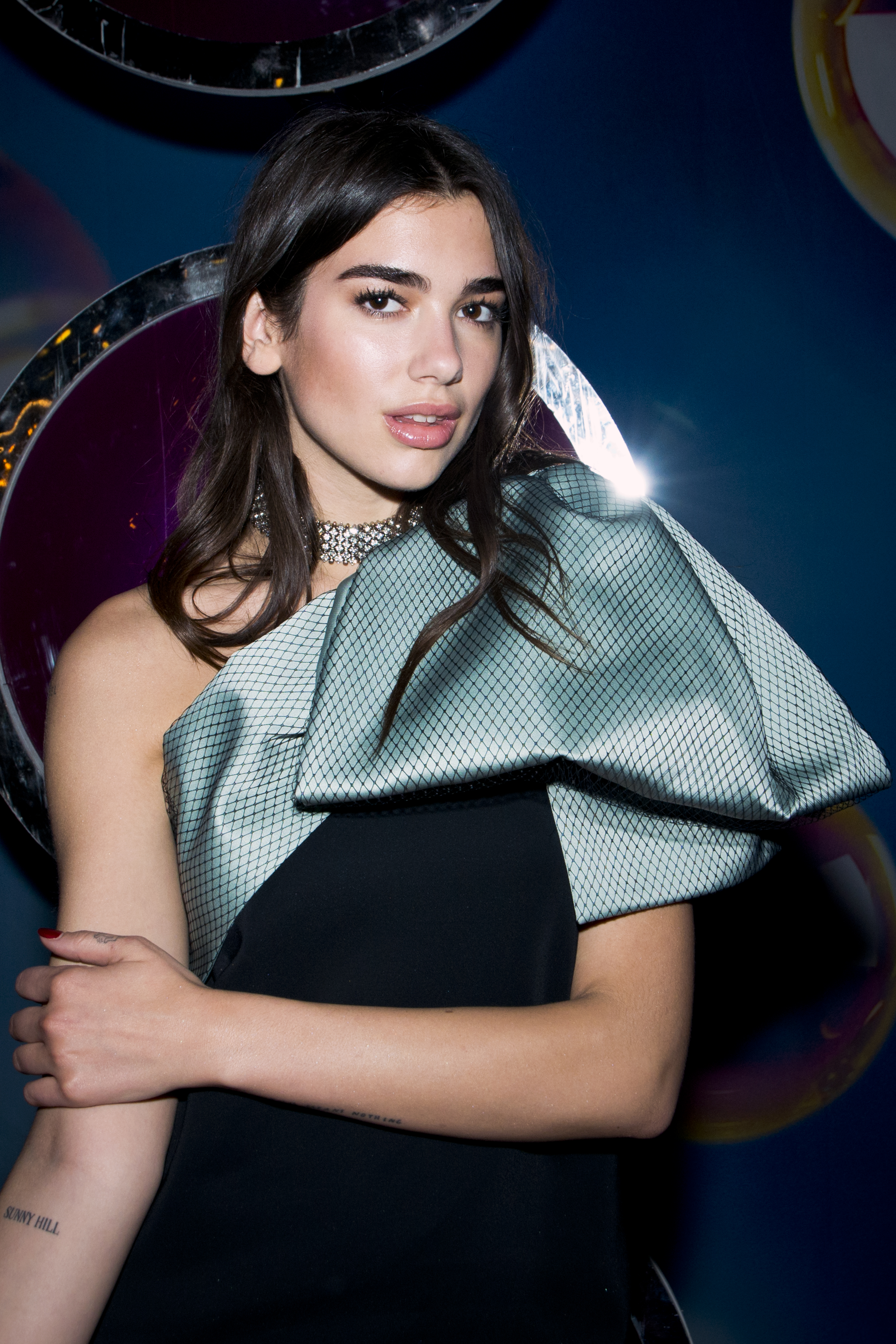
Британская певица Дуа Липа победила в номинации Лучший новый исполнитель.

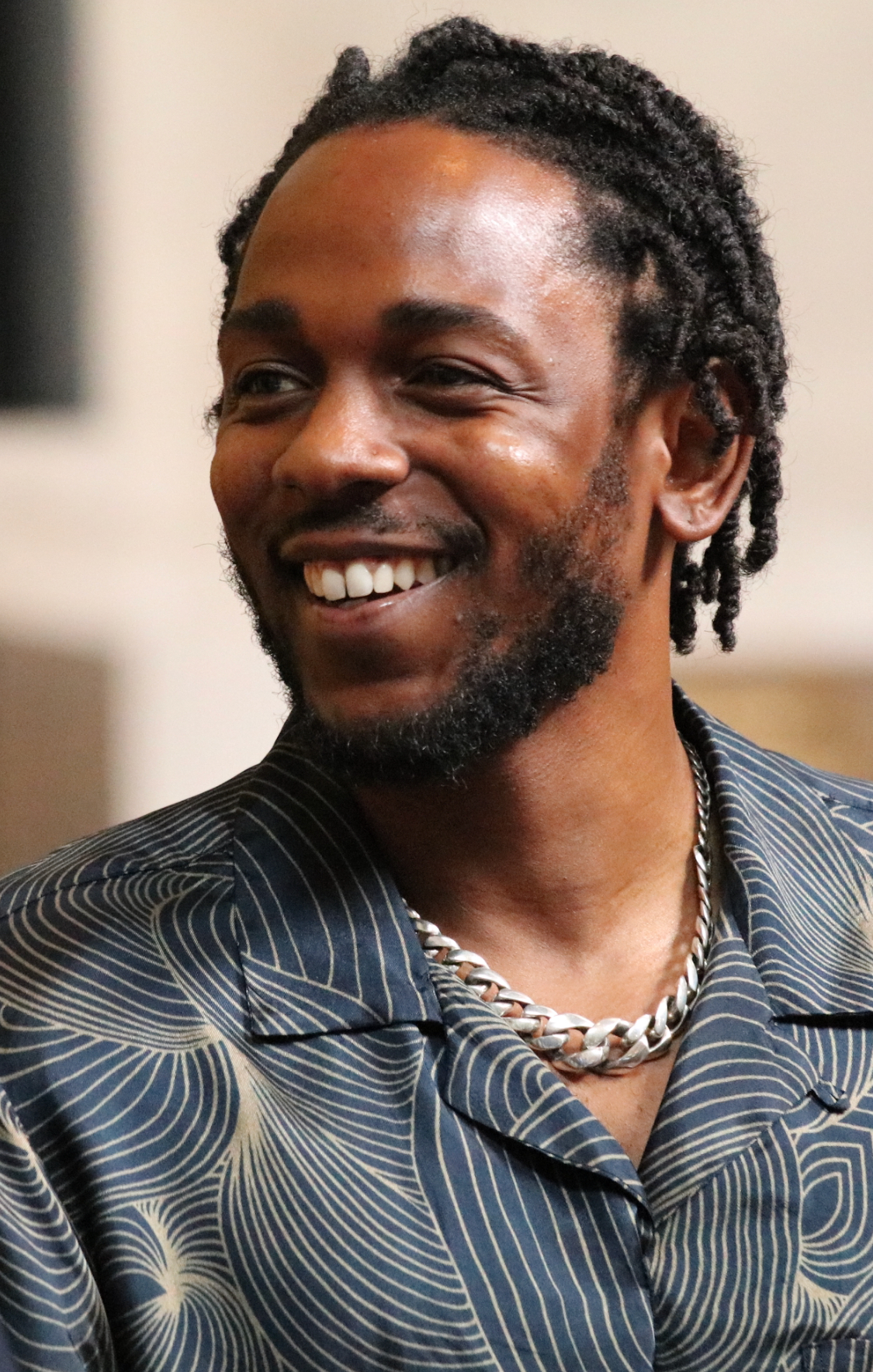
Кендрик Ламар получил больше всех номинаций (восемь), но победил только в одной.

61-я ежегодная церемония вручения наград «Грэмми» состоялась 10 февраля 2019 года в Стэйплс-центре, Лос-Анджелес (США). В церемонии номинирования и награждения имели право участвовать лучшие записи, композиции и исполнители последнего условного года, который исчислялся с 1 октября 2017 года по 30 сентября 2018 года. Ведущей церемонии являлась Алиша Киз.
Певица Долли Партон была удостоена звания Персона года MusiCares, специальной награды, учреждённой академией для «обеспечения медицинской помощи нуждающимся музыкантам». Вручение награды прошло во время «недели Грэмми» с трибьют-концертом, направленным на сбор денег для фонда MusiCares.
Номинации были анонсированы 7 декабря 2018 года (первоначальные планы на 5 декабря были отменены из-за траурных мероприятий в связи с кончиной президента Джорджа Буша — старшего).
Наибольшее число номинаций получили: Кендрик Ламар (8), Дрейк (7), Boi-1da (6), Брэнди Карлайл (6), Леди Гага (5), Карди Би (5), Марен Моррис (5), Чайлдиш Гамбино (5), Mike Bozzi (5), Post Malone (5), Sounwave (5), H.E.R. (5).
Наибольшее число наград получили Чайлдиш Гамбино (4 статуэтки, включая две главные), Кейси Масгрейвс (4), а также Брэнди Карлайл (3), John Daversa (3), Леди Гага (3) и Людвиг Йоранссон (3).
Трек «This Is America» в исполнении Чайлдиш Гамбино стал первой в истории рэп-песней, победившей в категории Лучшая запись года и Лучшая песня года.

## Изменения 2019 года
Для 61-й церемонии вручения наград Грэмми организаторы объявили о нескольких изменениях в выборе победителей и структуре некоторых категорий.
- В категории четырёх основных наград (включающей Лучшую запись года, Лучший альбом года, Лучшую песню года и Лучшего нового исполнителя), количество номинантов в каждой из них увеличено с 5 до 8.

- В категории Best Compilation Soundtrack for Visual Media[англ.] будут учтены и музыкальные супервайзеры (организаторы). Также, те из них, кто участвовал в продюсировании не менее чем в половине записей альбома будут считаться его продюсером.

- Награда за Best Surround Sound Album будет переименована в Best Immersive Audio Album.

## Основная категория
Запись года
- «This Is America» — Чайлдиш Гамбино
  - Дональд Гловер & Людвиг Йоранссон, продюсеры; Derek «MixedByAli» Ali & Riley Mackin, звукозапись; Mike Bozzi, мастеринг-инженер
- «I Like It» — Карди Би, Bad Bunny и Джей Балвин
  - Invincible, JWhiteDidIt, Craig Kallman & Tainy, продюсеры; Leslie Brathwaite & Evan LaRay, звукозапись; Colin Leonard, мастеринг-инженер
- «The Joke» — Брэнди М. Карлайл
  - Дэйв Кобб & Shooter Jennings, продюсеры; Том Элмхирст & Eddie Spear, звукозапись; Pete Lyman, мастеринг-инженер
- «God’s Plan» — Дрейк
  - Boi-1Da, Cardo & Young Exclusive, продюсеры; Noel Cadastre, Noel «Gadget» Campbell & Noah Shebib, звукозапись; Chris Athens, мастеринг-инженер
- «Shallow» — Леди Гага и Брэдли Купер
  - Lady Gaga & Benjamin Rice, продюсеры; Том Элмхирст, звукозапись; Рэнди Меррилл, мастеринг-инженер
- «All the Stars» — Кендрик Ламар & SZA
  - Al Shux & Sounwave, продюсеры; Sam Ricci & Matt Schaeffer, звукозапись; Mike Bozzi, мастеринг-инженер
- «Rockstar» — Post Malone при участии 21 Savage
  - Louis Bell & Tank God, продюсеры; Louis Bell & Manny Marroquin, звукозапись; Mike Bozzi, мастеринг-инженер
- «The Middle» — Zedd (Антон Заславский), Марен Моррис и Grey
  - Grey, Monsters & Strangerz & Zedd, продюсеры; Grey, Tom Morris, Ryan Shanahan & Zedd, звукозапись; Mike Marsh, мастеринг-инженер

Альбом года
- Golden Hour — Кейси Масгрейвс
  - Ian Fitchuk, Кейси Масгрейвс & Daniel Tashian, продюсеры; Craig Alvin & Shawn Everett, звукозапись; Ian Fitchuk, Кейси Масгрейвс & Daniel Tashian, авторы; Greg Calbi & Steve Fallone, мастеринг-инженер
- Invasion of Privacy — Карди Би
  - Leslie Brathwaite & Evan LaRay, звукозапись; Belcalis Almanzar & Jorden Thorpe, авторы; Colin Leonard, мастеринг-инженер
- By the Way, I Forgive You — Брэнди М. Карлайл
  - Дэйв Кобб & Shooter Jennings, продюсеры; Дэйв Кобб & Eddie Spear, звукозапись; Брэнди Карлайл, Phil Hanseroth & Tim Hanseroth, авторы; Pete Lyman, мастеринг-инженер
- Scorpion — Дрейк
  - Noel Cadastre, Noel «Gadget» Campbell & Noah Shebib, звукозапись; Aubrey Graham & Noah Shebib, авторы; Chris Athens, мастеринг-инженер
- H.E.R. — H.E.R.
  - Darhyl «Hey DJ» Camper Jr., H.E.R. & Jeff Robinson, продюсеры; Miki Tsutsumi, звукозапись; Darhyl Camper Jr. & H.E.R., авторы; Dave Kutch, мастеринг-инженер
- Beerbongs & Bentleys — Post Malone
  - Louis Bell & Post Malone, продюсеры; Louis Bell & Manny Marroquin, звукозапись; Louis Bell & Austin Post, авторы; Mike Bozzi, мастеринг-инженер
- Dirty Computer — Жанель Монэ
  - Chuck Lightning, Жанель Монэ & Nate «Rocket» Wonder, продюсеры; Mick Guzauski, Жанель Монэ & Nate «Rocket» Wonder, звукозапись; Nathaniel Irvin III, Charles Joseph II, Taylor Parks & Жанель Монэ, авторы; Dave Kutch, мастеринг-инженер
- Black Panther: The Album, Music From and Inspired By — саундтрек
  - Кендрик Ламар, исполнитель; Kendrick Duckworth & Sounwave, продюсеры; Matt Schaeffer, звукозапись; Kendrick Duckworth & Mark Spears, авторы; Mike Bozzi, мастеринг-инженер

Песня года
- «This Is America»
  - Дональд Гловер & Йоранссон, Людвиг, авторы (Чайлдиш Гамбино)
- «All the Stars»
  - Кендрик Дакворт, Солана Роу, Al Shuckburgh, Mark Spears & Anthony Tiffith, авторы (Кендрик Ламар & SZA)
- «Boo'd Up»'
  - Larrance Dopson, Joelle James, Элла Маи & Дижон Макфарлейн[англ.], авторы (Ella Mai)
- «God’s Plan»
  - Дрейк, Daveon Jackson, Brock Korsan, Ron LaTour, Matthew Samuels & Noah Shebib, авторы (Drake)
- «In My Blood»
  - Teddy Geiger, Скотт Харрис[англ.], Шон Мендес & Geoffrey Warburton, авторы (Шон Мендес)
- «The Joke»
  - Брэнди М. Карлайл, Дэйв Кобб, Phil Hanseroth & Tim Hanseroth, авторы (Брэнди Карлайл)
- «The Middle»
  - Сара Ааронс[англ.], Jordan K. Johnson, Стефан Джонсон[англ.], Маркус Ломакс[англ.], Кайл Трюарт, Майкл Трюарт & Антон Заславский, авторы (Zedd, Марен Моррис & Grey)
- «Shallow»
  - Леди Гага, Марк Ронсон, Энтони Россомандо[англ.] & Эндрю Уайтт, авторы (Леди Гага & Брэдли Купер)

Лучший новый исполнитель
- Дуа Липа
- Люк Комбс
- Биби Рекса
- Джорджа Смит
- Greta Van Fleet
- Chloe x Halle
- H.E.R.
- Марго Прайс

## Популярная музыка
Лучшее сольное поп-исполнение

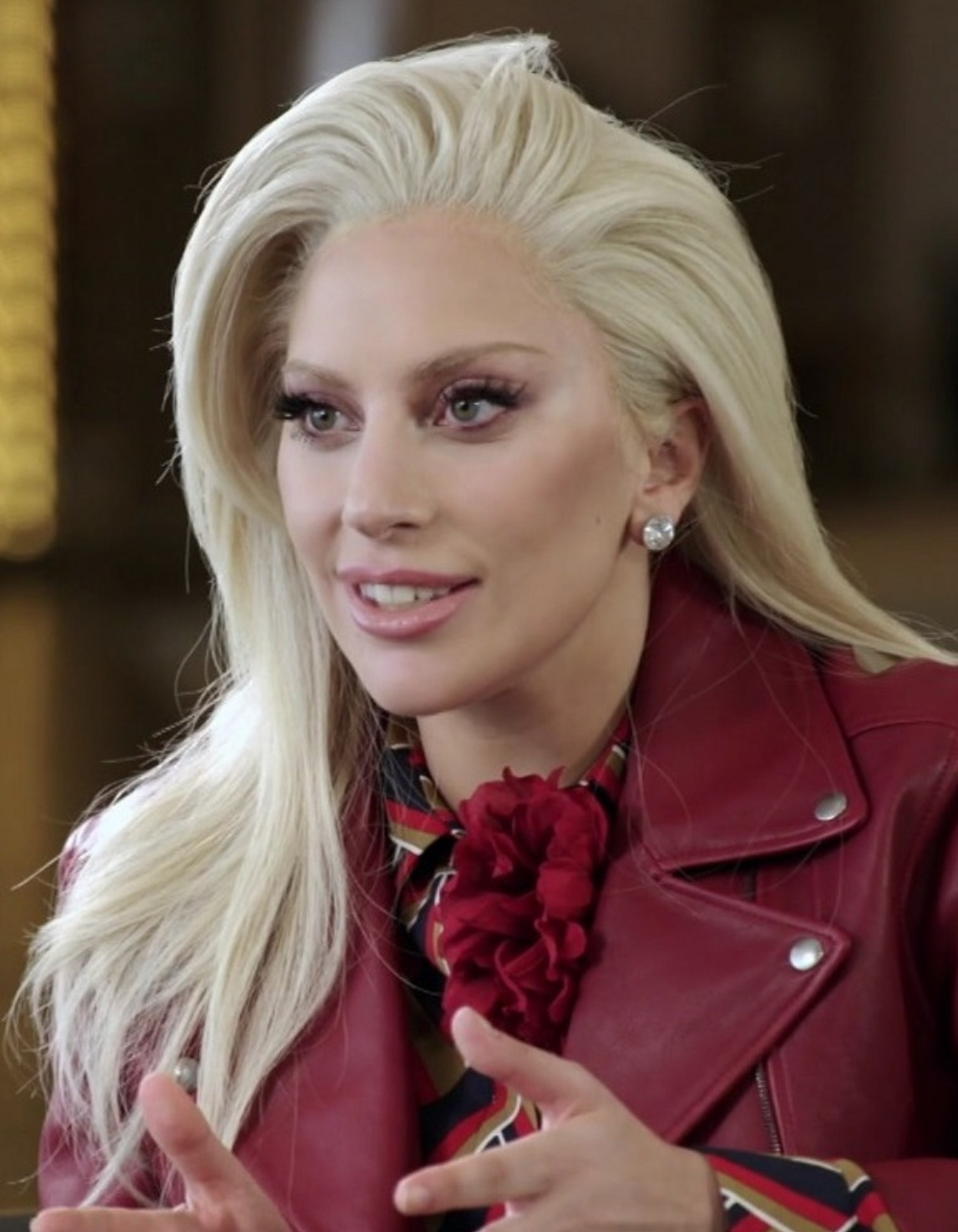
Леди Гага победила в трёх категориях, включая Лучшее поп-исполнение дуэтом или группой с песней «Shallow».

- «Joanne (Where Do You Think You’re Goin’?)» — Леди Гага
- «Colors» — Бек
- «Havana (Live)» — Камила Кабельо
- «God Is a Woman» — Ариана Гранде
- «Better Now» — Post Malone

Лучшее поп-исполнение дуэтом или группой
- «Shallow» — Леди Гага & Брэдли Купер
- «Fall in Line» — Кристина Агилера при участии Деми Ловато
- «Don’t Go Breaking My Heart» — Backstreet Boys
- «'S Wonderful» — Тони Беннетт & Дайана Кролл
- «Girls Like You» — Maroon 5 при участии Карди Би
- «Say Something» — Джастин Тимберлейк при участии Криса Стэплтона
- «The Middle» — Zedd, Марен Моррис и Grey

Лучший традиционный вокальный поп-альбом
- My Way — Вилли Нельсон
- Love Is Here to Stay — Тони Беннетт & Дайана Кролл
- Nat King Cole & Me — Gregory Porter
- Standards (Deluxe) — Сил
- The Music...The Mem'ries...The Magic! — Барбра Стрейзанд

Лучший вокальный поп-альбом
- Sweetener — Ариана Гранде
- Camila — Камила Кабельо
- Meaning of Life — Келли Кларксон
- Shawn Mendes — Шон Мендес
- Beautiful Trauma — Пинк
- Reputation — Тейлор Свифт

## Танцевальная музыка
Лучшая танцевальная запись
- «Electricity» — Silk City & Dua Lipa
  - Silk City, продюсеры; Josh Gudwin, микширование
- «Northern Soul» — Above and Beyond при участии Richard Bedford
  - Above & Beyond, продюсеры; Above & Beyond, микширование
- «Ultimatum» — Disclosure при участии Fatoumata Diawara
  - Guy Lawrence & Howard Lawrence, продюсеры; Guy Lawrence, микширование
- «Losing It» — Fisher
  - Paul Nicholas Fisher, продюсер; Kevin Granger, микширование
- «Ghost Voices» — Virtual Self
  - Porter Robinson, продюсер; Porter Robinson, микширование

Лучший танцевальный/электронный альбом
- Woman Worldwide — Justice
- Singularity — Jon Hopkins
- Treehouse — Sofi Tukker
- Oil of Every Pearl’s Un-Insides — Sophie
- Lune Rouge — TOKiMONSTA

## Рок
Лучшее рок-исполнение

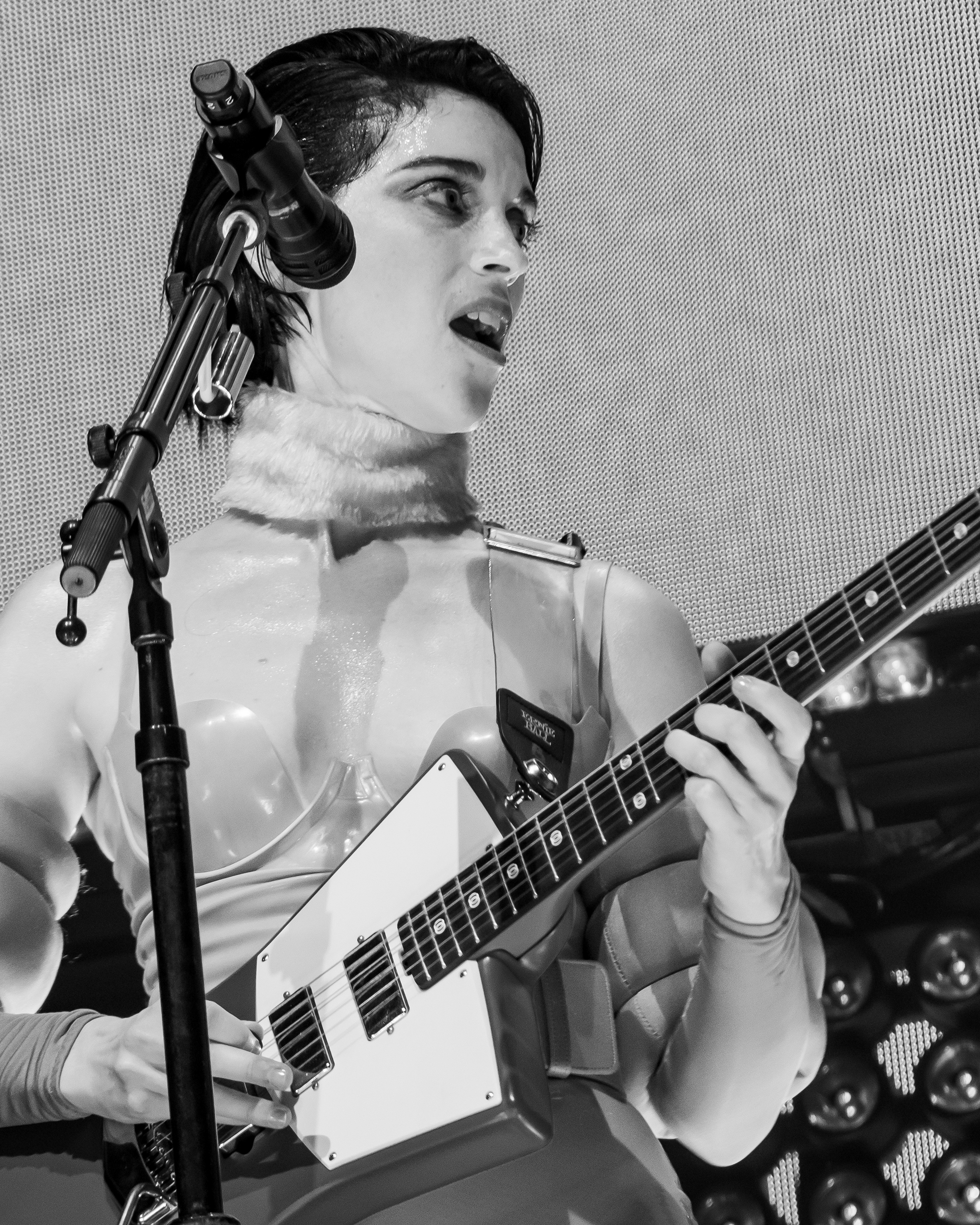
Певица St. Vincent победила в категории Лучшая рок-песня с песней «Masseduction».

- «When Bad Does Good» — Chris Cornell
- «Four Out of Five» — Arctic Monkeys
- «Made an America» — The Fever 333
- «Highway Tune» — Greta Van Fleet
- «Uncomfortable» — Halestorm

Лучшее метал-исполнение
- «Electric Messiah» — High on Fire
- «Condemned to the Gallows» — Between the Buried and Me
- «Honeycomb» — Deafheaven
- «Betrayer» — Trivium
- «On My Teeth» — Underoath

Лучшая рок-песня
- «Masseduction»
  - Jack Antonoff & Annie Clark, авторы (St. Vincent)
- «Black Smoke Rising»
  - Jacob Thomas Kiszka, Joshua Michael Kiszka, Samuel Francis Kiszka, & Daniel Robert Wagner, авторы (Greta Van Fleet)
- «Jumpsuit»
  - Tyler Joseph, автор (Twenty One Pilots)
- «Mantra»
  - Jordan Fish, Matthew Kean, Lee Malia, Matthew Nicholls, & Oliver Sykes, авторы (Bring Me the Horizon)
- «Rats»
  - Tom Dalgety & A Ghoul Writer, авторы (Ghost)

Лучший рок-альбом
- From the Fires — Greta Van Fleet
- Rainier Fog — Alice in Chains
- Mania — Fall Out Boy
- Prequelle — Ghost
- Pacific Daydream — Weezer

## Альтернатива
Лучший альтернативный альбом
- Colors — Бек
- Tranquility Base Hotel & Casino — Arctic Monkeys
- Utopia — Бьорк
- American Utopia — Дэвид Бирн
- Masseduction — St. Vincent

## R&B
Лучшее R&B-исполнение

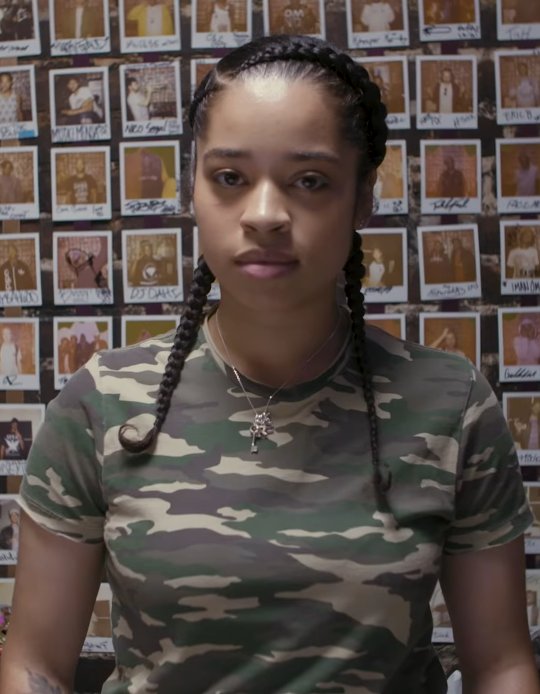
Элла Май победила в категории Лучшая R&B-песня с песней «Boo'd Up».

- «Best Part» — H.E.R. при участии Daniel Caesar

Лучшее традиционное R&B-исполнение
- «Bet Ain’t Worth the Hand» — Leon Bridges
- «How Deep Is Your Love» — PJ Morton при участии Yebba

Лучшая R&B-песня
- «Boo'd Up»
  - Larrance Dopson, Joelle James, Элла Май & Dijon McFarlane, авторы (Элла Май)

Лучший урбан-альбом
- Everything Is Love — The Carters
- The Kids Are Alright — Chloe x Halle
- Chris Dave and the Drumhedz — Chris Dave and the Drumhedz
- War & Leisure — Мигель
- Ventriloquism — Meshell Ndegeocello

Лучший R&B-альбом
- H.E.R. — H.E.R.
- Sex & Cigarettes — Toni Braxton
- Good Thing — Leon Bridges
- Honestly — Lalah Hathaway
- Gumbo Unplugged (Live) — PJ Morton

## Рэп
Лучшее рэп-исполнение

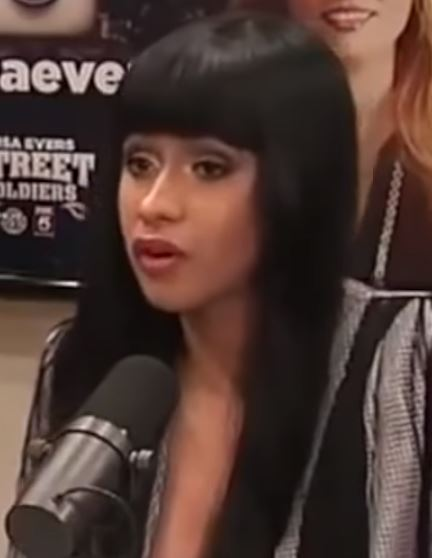
Карди Би победила в категории Лучший рэп-альбом.

- «King's Dead» — Кендрик Ламар, Jay Rock, Фьючер & Джеймс Блейк
- «Bubblin» — Андерсон Пак
- «Be Careful» — Карди Би
- «Nice for What» — Дрейк
- «Sicko Mode» — Трэвис Скотт, Дрейк, Big Hawk & Swae Lee

Лучшее рэп-/песенное совместное исполнение
- «This Is America» — Чайлдиш Гамбино
- «Like I Do» — Кристина Агилера при участии Goldlink
- «Pretty Little Fears» — 6lack при участии J. Cole
- «All the Stars» — Кендрик Ламар & SZA
- «Rockstar» — Post Malone при участии 21 Savage

Лучшая рэп-песня
- «God’s Plan»
  - Обри Грэхем, Daveon Jackson, Brock Korsan, Ron LaTour, Мэтью Самуэльс & Noah Shebib, авторы (Дрейк)
- «King's Dead»
  - Кендрик Дакворт, Samuel Gloade, Джеймс Литерленд, Джони Макинзи, Mark Spears, Travis Walton, Nayvadius Wilburn & Майкл Лен Уильямс II, авторы (Кендрик Ламар, Jay Rock, Фьючер & Джеймс Блейк)
- «Lucky You»
  - R. Fraser, Джойнер Лукас, М. Мэтерс, Мэтью Самуэльс & J. Sweet, авторы (Эминем при участии Joyner Lucas)
- «Sicko Mode»
  - Khalif Brown, Rogét Chahayed, BryTavious Chambers, Майк Дин, Mirsad Dervic, Kevin Gomringer, Tim Gomringer, Обри Грэхем, John Edward Hawkins, Chauncey Hollis, Жак Вебстер, Ozan Yildirim & Cydel Young, авторы (Трэвис Скотт, Дрейк, Big Hawk & Swae Lee)
- «Win»
  - К. Дакворт, A. Hernandez, Джони Макинзи, Мэтью Самуэльс & C. Thompson, авторы (Jay Rock)

Лучший рэп-альбом
- Invasion of Privacy — Карди Би
- Swimming — Мак Миллер
- Victory Lap — Nipsey Hussle
- Daytona — Pusha T
- Astroworld — Трэвис Скотт

## Кантри
Лучшее сольное кантри-исполнение
- «Butterflies» — Кейси Масгрейвс

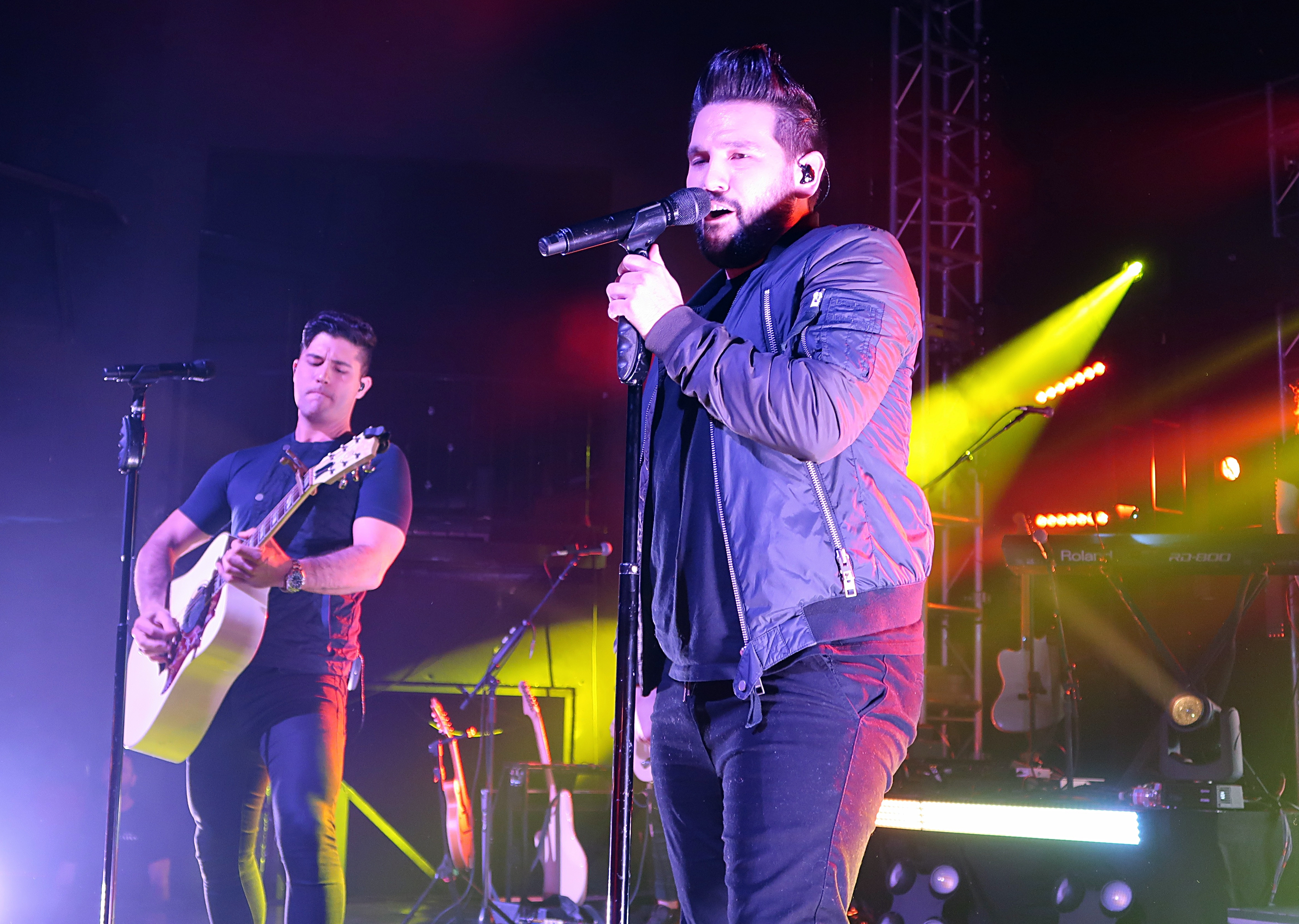
Дуэт Dan + Shay победил в категории Лучшее кантри-исполнение дуэтом или группой.

- «Wouldn’t It Be Great?» — Лоретта Линн
- «Mona Lisas and Mad Hatters» — Марен Моррис
- «Millionaire» — Крис Стэплтон
- «Parallel Line» — Кит Урбан

Лучшее кантри-исполнение дуэтом или группой
- «Tequila» — Dan + Shay
- «Shoot Me Straight» — Brothers Osborne
- «When Someone Stops Loving You» — Little Big Town
- «Dear Hate» — Марен Моррис при участии Винса Гилла
- «Meant to Be» — Биби Рекса & Florida Georgia Line

Лучшая кантри-песня
- «Space Cowboy»
  - Luke Laird, Шейн Маканалли & Кейси Масгрейвс, авторы (Кейси Масгрейвс)
- «Break Up in the End»
  - Jessie Jo Dillon, Chase McGill & Jon Nite, авторы (Коул Суинделл)
- «Dear Hate»
  - Tom Douglas, David Hodges & Марен Моррис, авторы (Марен Моррис при участии Винса Гилла)
- «I Lived It»
  - Rhett Akins, Ross Copperman, Эшли Горли & Ben Hayslip, авторы (Блейк Шелтон)
- «Tequila»
  - Nicolle Galyon, Jordan Reynolds & Dan Smyers, авторы (Dan + Shay)
- «When Someone Stops Loving You»
  - Хиллари Линдси, Chase McGill & Лори Маккенна, авторы (Little Big Town)

Лучший кантри-альбом
- Golden Hour — Кейси Масгрейвс
- Unapologetically — Келси Баллерини
- Port Saint Joe — Brothers Osborne
- Girl Going Nowhere — Ashley McBryde
- From A Room: Volume 2 — Крис Стэплтон

## Джаз
Лучшая сольная джазовая импровизация
Лучший джазовый вокальный альбом
Лучший джазовый инструментальный альбом
Лучший альбом большого джазового ансамбля
Лучший латино-джаз-альбом

## Госпел/Современная Христианская музыка
Лучшее госпел-исполнение/песня
Лучшее исполнение в Современной Христианской музыке/песня
Лучший госпел-альбом
Лучший альбом современной христианской музыки
Лучший традиционный госпел-альбом

## Латино
Лучший латино-поп-альбом
Лучший латино-рок/альтернативный альбом
Лучший мексиканский/техано-альбом
Лучший тропический латино-альбом

## Американская традиционная музыка

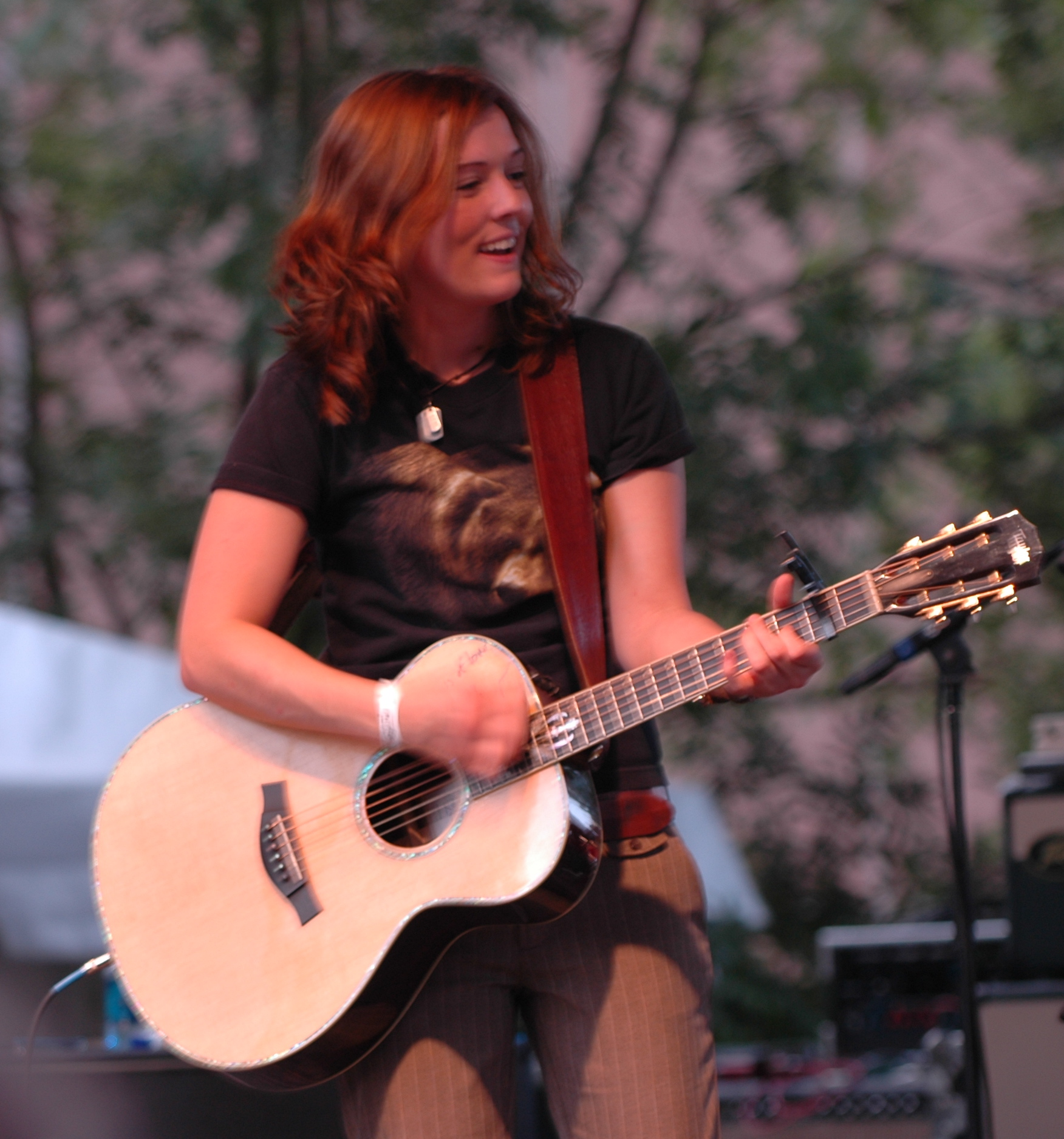
Брэнди Карлайл выиграла 3 статуэтки Грэмми.

Лучшее исполнение в традиционных американских жанрах
- «The Joke» — Брэнди Карлайл

Лучшая песня в традиционных американских жанрах
- «The Joke»
  - Брэнди Карлайл, Dave Cobb, Phil Hanseroth & Tim Hanseroth, songwriters (Брэнди Карлайл)

Лучший американа-альбом
- By the Way, I Forgive You — Брэнди Карлайл

Лучший блюграсс-альбом
- The Travelin' McCourys — The Travelin' McCourys

Лучшая традиционный блюз-альбом
- The Blues Is Alive and Well — Buddy Guy

Best Contemporary Blues Album
- Please Don't Be Dead — Fantastic Negrito

Лучший фолк-альбом
- All Ashore — Punch Brothers

Лучший региональный альбом
- No 'Ane’i — Kalani Pe'a

## Регги
Лучший регги-альбом
- 44/876 — Стинг & Шэгги

## World Music
Лучший альбом

## Музыка для детей
Лучший альбом для детей

## Разговорный жанр
Лучший альбом разговорного жанра
- Faith: A Journey for All — Джимми Картер

## Комедия
Лучший комедийный альбом

## Музыкальные шоу
Лучший альбом на основе театрального мюзикла

## Музыка для визуальных медиа
Best Compilation Soundtrack for Visual Media
- The Greatest Showman — Hugh Jackman (& various artists)
  - Alex Lacamoire, Бендж Пасек и Джастин Пол & Грег Уэллс, продюсеры компиляции
- Call Me by Your Name — (Various artists)
  - Luca Guadagnino, продюсер компиляции; Robin Urdang, music supervisor
- Deadpool 2 — (Various artists)
  - David Leitch & Ryan Reynolds, продюсеры компиляции; John Houlihan, music supervisor
- Lady Bird — (Various artists)
  - Timothy J. Smith, compilation producer; Michael Hill & Brian Ross, music supervisors
- Stranger Things — (Various artists)
  - Matt Duffer, Ross Duffer, Timothy J. Smith, продюсер компиляции; Nora Felder, music supervisor

Лучший саундтрек для визуальных медиа
- Чёрная пантера (саундтрек) — Людвиг Йоранссон, композитор (кинофильм «Чёрная пантера»)
- Blade Runner 2049 — Бенджамин Уоллфиш & Ханс Циммер, композиторы (кинофильм «Бегущий по лезвию 2049»)
- Coco — Майкл Джаккино, композитор (мультфильм «Тайна Коко»)
- The Shape of Water — Александр Деспла, композитор (кинофильм «Форма воды»)
- Star Wars: The Last Jedi — Джон Уильямс, композитор (кинофильм «Звёздные войны: Последние джедаи»)

Лучшая песня, написанная для визуальных медиа
- «Shallow» (из фильма «Звезда родилась»)
  - Леди Гага, Марк Ронсон, Anthony Rossomando & Andrew Wyatt, авторы (Lady Gaga & Брэдли Купер)
- «All the Stars» (из фильма «Чёрная пантера»)
  - Кендрик Ламар Дакворт, Солана Имани Роу, Alexander William Shuckburgh, Mark Anthony Spears & Anthony Tiffith, автор (Kendrick Lamar & SZA)
- «Mystery of Love» (из фильма «Зови меня своим именем»)
  - Суфьян Стивенс, автор (Суфьян Стивенс)
- «Remember Me» (из мультфильм «Тайна Коко»)
  - Kristen Anderson-Lopez & Robert Lopez, авторы (Мигель при участии Natalia Lafourcade)
- «This Is Me» (из фильма «Величайший шоумен»)
  - Бендж Пасек & Джастин Пол, авторы (Keala Settle & The Greatest Showman Ensemble)

## Сочинительство/Аранжировка
Лучшая инструментальная аранжировка или аранжировка а капелла
Лучшая инструментальная аранжировка в сопровождении вокалиста(ов)

## Упаковка/Оформление
Лучшая упаковка записи
Лучшая упаковка коробочной или специальной ограниченной версии
Лучшие заметки на альбоме
Лучший исторический альбом
Лучший инжиниринг альбома, классического
Лучший инжиниринг альбома, не классического
Продюсер года, не классический
Продюсер года,  классический

## Ремикширование
Лучшая ремикшированная запись, не классическая

## Объёмное звучание
Лучший альбом с объёмным звучанием

## Классическая музыка
Лучшее оркестровое исполнение
Лучшая оперная запись
Лучшее хоровое исполнение
- Chesnokov: Teach Me Thy Statutes
  - Владимир Горбик, дирижёр (Михаил Давыдов & Владимир Красов; Русско-Американский музыкальный институт имени Патриарха Тихона; PaTRAM Institute Male Choir)

Лучшее камерное исполнение
Лучшее классическое инструментальное соло
Лучший классический сольный вокальный альбом
Best Classical Compendium
Лучшая современная классическая композиция

## Видео
Лучшее музыкальное видео
- «This Is America» — Чайлдиш Гамбино
- «Apes***» — The Carters
- «I'm Not Racist» — Joyner Lucas
- «PYNK» — Жанель Монэ
- «Mumbo Jumbo» — Tierra Whack

Лучший музыкальный фильм
- Quincy — Куинси Джонс
  - Alan Hicks & Рашида Джонс, видеорежиссёры; Paula DuPré Pesmen, видеопродюсер